# Shout Out Louds
Shout Out Louds és un grup de rock alternatiu sorgit l'any 2001 a Estocolm, Suècia. El grup està format per Adam Olenius (veu i guitarra), Ted Malmros (baix, percussió, segona veu), Carl von Arbin (guitarra, segona veu), Eric Edman (bateria) i Bebban Stenborg (teclat, acordió, carilló, sintetitzador moog, segona veu).
El nom original de la banda era Luca Brasi, però el van haver de canviar en descobrir que ja existia un altre grup amb el mateix nom. Tots els membres del grup són amics des de joves. Els seus últims discs distribuïts a nivell internacional, Howl Howl Gaff Gaff (el seu debut a nivell mundial) i Our Ill Wills, els han conduït a realitzar extenses gires per tot el món.

## Discografia

### Discs de llarga durada
- Our Ill Wills (2007)
- Howl Howl Gaff Gaff, versió internacional (2005)
- Howl Howl Gaff Gaff, versió escandinava (2003)

### Discs de curta durada
- 100° EP (2003)
- Oh, Sweetheart EP (2004)
- Very Loud EP (2004)
- The Combines EP (Remixes) (2006)

### Senzills
- Hurry Up Let's Go (2003)
- Shut Your Eyes (2003)
- Please Please Please (2004)
- Very Loud / Wish I Was Dead (2004)
- The Comeback (2005)
- Please Please Please, Charted UK #53 (2006)
- Tonight I Have to Leave It (2007)